# Grand Rapids Griffins
Grand Rapids Griffins je profesionální americký klub ledního hokeje, který sídlí v Grand Rapids ve státě Michigan. Do AHL vstoupil v ročníku 2001/02 a hraje v Centrální divizi v rámci Západní konference. Své domácí zápasy odehrává v hale Van Andel Arena s kapacitou 10 834 diváků. Klubové barvy jsou černá, červená, stříbrná, bílá a zlatá.
Své domácí zápasy hrají hráči z mužstva, jehož název je odvozen od bájného ptáka Noha, v tamní aréně Van Andel Arena. Klub nastupuje v soutěži od roku 2001, kdy do ní přešel ze zaniklé konkurenční IHL. Ve zkrachovalé lize působili Griffins od svého roku založení - 1996. Jedná se o záložní celek klubu NHL Detroit Red Wings.V sezoně 2012/13 vyhrál klub premiérový Calder Cup. Druhý přidal v sezoně 2016/17.

## Vyřazená čísla
- 24 (Travis Richards)

## Úspěchy klubu
- Vítěz AHL - 2× (2012/2013, 2016/2017)
- Vítěz základní části - 1× (2005/06)
- Vítěz západní konference - 2× (2012/13, 2016/17)
- Vítěz divize - 5× (2001/02, 2002/03, 2005/06, 2012/13, 2014/15)
- Úspěchy v IHL - 1× vítěz základní části(2000/01), 1× vítěz konference(1999/2000), 2× vítěz divize(1999/2000, 2000/01)

## Umístění v jednotlivých sezonách
Stručný přehled
Zdroj:
- 1996–1999: International Hockey League (Severovýchodní divize)
- 1999–2001: International Hockey League (Východní divize)
- 2001–2002: American Hockey League (Západní divize)
- 2002–2003: American Hockey League (Centrální divize)
- 2003–2005: American Hockey League (Západní divize)
- 2005–2012: American Hockey League (Severní divize)
- 2012–2015: American Hockey League (Středozápadní divize)
- 2015– : American Hockey League (Centrální divize)

Jednotlivé ročníky
Zdroj:
Legenda: Z – zápasy, V – výhry, R- remízy, P – porážky, PP – porážky v prodloužení či na samostatné nájezdy, VG – vstřelené góly, OG – obdržené góly, B – body
| USA / Kanada (1996 – ) |                             |        |    |    |    |    |    |     |     |     |        |
| Sezóny                 | Liga                        | Úroveň | Z  | V  | R  | PP | P  | VG  | OG  | B   | Pozice |
| 1996/97                | IHL (Severovýchodní divize) | 2      | 82 | 40 | –  | 12 | 30 | 244 | 246 | 92  | 5.     |
| 1997/98                | IHL (Severovýchodní divize) | 2      | 82 | 38 | –  | 13 | 31 | 225 | 242 | 89  | 3.     |
| 1998/99                | IHL (Severovýchodní divize) | 2      | 82 | 34 | –  | 8  | 40 | 256 | 281 | 76  | 4.     |
| 1999/00                | IHL (Východní divize)       | 2      | 82 | 51 | –  | 9  | 22 | 254 | 200 | 111 | 1.     |
| 2000/01                | IHL (Východní divize)       | 2      | 82 | 53 | –  | 7  | 22 | 279 | 196 | 113 | 1.     |
| přesun do AHL          |                             |        |    |    |    |    |    |     |     |     |        |
| 2001/02                | AHL (Západní divize)        | 2      | 82 | 42 | 11 | 0  | 27 | 217 | 178 | 95  | 4.     |
| 2002/03                | AHL (Centrální divize)      | 2      | 82 | 48 | 8  | 2  | 22 | 240 | 177 | 106 | 1.     |
| 2003/04                | AHL (Západní divize)        | 2      | 82 | 44 | 8  | 0  | 28 | 195 | 166 | 96  | 2.     |
| 2004/05                | AHL (Západní divize)        | 2      | 80 | 41 | –  | 4  | 35 | 200 | 200 | 86  | 5.     |
| 2005/06                | AHL (Severní divize)        | 2      | 80 | 55 | –  | 5  | 20 | 323 | 247 | 115 | 1.     |
| 2006/07                | AHL (Severní divize)        | 2      | 80 | 37 | –  | 11 | 32 | 226 | 244 | 85  | 4.     |
| 2007/08                | AHL (Severní divize)        | 2      | 80 | 31 | –  | 8  | 41 | 210 | 245 | 70  | 5.     |
| 2008/09                | AHL (Severní divize)        | 2      | 80 | 43 | –  | 12 | 25 | 255 | 226 | 98  | 3.     |
| 2009/10                | AHL (Severní divize)        | 2      | 80 | 34 | –  | 7  | 39 | 244 | 265 | 75  | 7.     |
| 2010/11                | AHL (Severní divize)        | 2      | 80 | 36 | –  | 10 | 34 | 227 | 254 | 82  | 6.     |
| 2011/12                | AHL (Severní divize)        | 2      | 76 | 33 | –  | 11 | 32 | 245 | 249 | 77  | 4.     |
| 2012/13                | AHL (Středozápadní divize)  | 2      | 76 | 42 | –  | 8  | 26 | 234 | 205 | 92  | 1.     |
| 2013/14                | AHL (Středozápadní divize)  | 2      | 76 | 46 | –  | 7  | 23 | 238 | 187 | 99  | 2.     |
| 2014/15                | AHL (Středozápadní divize)  | 2      | 76 | 46 | –  | 8  | 22 | 249 | 183 | 100 | 1.     |
| 2015/16                | AHL (Centrální divize)      | 2      | 76 | 44 | –  | 2  | 30 | 238 | 195 | 90  | 4.     |
| 2016/17                | AHL (Centrální divize)      | 2      | 76 | 47 | –  | 6  | 23 | 251 | 190 | 100 | 2.     |
| 2017/18                | AHL (Centrální divize)      | 2      | 76 | 42 | –  | 8  | 25 | 237 | 110 | 93  | 2.     |
| 2018/19                | AHL (Centrální divize)      | 2      | 76 | 38 | –  | 11 | 27 | 217 | 222 | 87  | 4.     |
| 2019/20                | AHL (Centrální divize)      | 2      | 63 | 29 | –  | 7  | 27 | 177 | 193 | 65  | 3.     |
| 2020/21                | AHL (Centrální divize)      | 2      | 32 | 16 | –  | 4  | 12 | 96  | 97  | 36  | 3.     |
| 2021/22                | AHL (Centrální divize)      | 2      | 76 | 33 | –  | 8  | 35 | 209 | 240 | 74  | 7.     |
| 2022/23                | AHL (Centrální divize)      | 2      | 72 | 28 | –  | 8  | 36 | 194 | 255 | 64  | 7.     |
| 2023/24                | AHL (Centrální divize)      | 2      | 72 | 37 | –  | 12 | 23 | 208 | 202 | 86  | 2.     |

### Play-off

#### IHL
| Sezona  | 1. kolo                    | 2. kolo                    | Finále konference          | Finále Turner Cupu         |
| ------- | -------------------------- | -------------------------- | -------------------------- | -------------------------- |
| 1996/97 | porážka, 2-3, Orlando      | —                          | —                          | —                          |
| 1997/98 | porážka, 0-3, Cincinnati   | —                          | —                          | —                          |
| 1998/99 | mužstvo se nekvalifikovalo | mužstvo se nekvalifikovalo | mužstvo se nekvalifikovalo | mužstvo se nekvalifikovalo |
| 1999/00 | —                          | postup, 4-2, Cleveland     | postup, 4-1, Cincinnati    | porážka, 4-2, Chicago      |
| 2000/01 | —                          | postup, 4-0, Cincinnati    | porážka, 2-4, Orlando      | —                          |

#### AHL
| Sezona  | 1. kolo                                    | 2. kolo                                    | Finále konference                          | Finále Calder Cupu                         |                            |
| ------- | ------------------------------------------ | ------------------------------------------ | ------------------------------------------ | ------------------------------------------ | -------------------------- |
| 2001/02 | porážka, 2–3, Chicago                      | —                                          | —                                          | —                                          |                            |
| 2002/03 | postup, 3–1, Wilkes-Barre/Scranton         | postup, 4–0, Chicago                       | porážka, 3–4, Houston                      | —                                          |                            |
| 2003/04 | porážka, 0-4, Chicago                      | —                                          | —                                          | —                                          |                            |
| 2004/05 | mužstvo se nekvalifikovalo                 | mužstvo se nekvalifikovalo                 | mužstvo se nekvalifikovalo                 | mužstvo se nekvalifikovalo                 |                            |
| 2005/06 | postup, 4–0, Toronto                       | postup, 4–3, Manitoba                      | porážka, 0–4, Milwaukee                    | —                                          |                            |
| 2006/07 | porážka, 0–4, Manitoba                     | —                                          | —                                          | —                                          |                            |
| 2007/08 | mužstvo se nekvalifikovalo                 | mužstvo se nekvalifikovalo                 | mužstvo se nekvalifikovalo                 | mužstvo se nekvalifikovalo                 |                            |
| 2008/09 | postup, 4–2, Hamilton                      | porážka, 0–4, Manitoba                     | —                                          | —                                          |                            |
| 2009/10 | mužstvo se nekvalifikovalo                 | mužstvo se nekvalifikovalo                 | mužstvo se nekvalifikovalo                 | mužstvo se nekvalifikovalo                 |                            |
| 2010/11 | mužstvo se nekvalifikovalo                 | mužstvo se nekvalifikovalo                 | mužstvo se nekvalifikovalo                 | mužstvo se nekvalifikovalo                 |                            |
| 2011/12 | mužstvo se nekvalifikovalo                 | mužstvo se nekvalifikovalo                 | mužstvo se nekvalifikovalo                 | mužstvo se nekvalifikovalo                 |                            |
| 2012/13 | postup, 3-2, Houston                       | postup, 4–2, Toronto                       | postup, 4–3, Oklahoma City                 | Vítěz AHL, 4–2, Syracuse                   |                            |
| 2013/14 | postup, 3-1, Abbotsford                    | porážka, 2-4, Texas                        | —                                          | —                                          |                            |
| 2014/15 | postup, 3–2 Toronto                        | postup, 4–1, Rockford                      | porážka, 2–4, Utica                        | —                                          |                            |
| 2015/16 | postup, 3–0, Milwaukee                     | porážka, 2–4, Lake Erie                    | —                                          | —                                          |                            |
| 2016/17 | postup, 3–0, Milwaukee                     | postup, 4–1, Chicago                       | postup, 4–1, San Jose                      | Vítěz AHL, 4–2, Syracuse                   |                            |
| 2017/18 | porážka, 2–3, Manitoba                     | —                                          | —                                          | —                                          |                            |
| 2018/19 | porážka, 2–3, Chicago                      | —                                          | —                                          | —                                          |                            |
| 2019/20 | sezona nedohrána kvůli pandemii koronaviru | sezona nedohrána kvůli pandemii koronaviru | sezona nedohrána kvůli pandemii koronaviru | sezona nedohrána kvůli pandemii koronaviru |                            |
| 2020/21 | play off zrušeno                           | play off zrušeno                           | play off zrušeno                           | play off zrušeno                           | play off zrušeno           |
| 2021/22 | mužstvo se nekvalifikovalo                 | mužstvo se nekvalifikovalo                 | mužstvo se nekvalifikovalo                 | mužstvo se nekvalifikovalo                 | mužstvo se nekvalifikovalo |
| 2022/23 | mužstvo se nekvalifikovalo                 | mužstvo se nekvalifikovalo                 | mužstvo se nekvalifikovalo                 | mužstvo se nekvalifikovalo                 | mužstvo se nekvalifikovalo |
| 2023/24 | postup, 3–1, Rockford                      | porážka, 2–3, Milwaukee                    | —                                          | —                                          |                            |

## Klubové rekordy

### Za sezonu
Góly: 56, Donald MacLean (2005/06)
Asistence: 60, Jiří Hudler (2005/06)
Body: 101, Michel Picard (1996/97, ještě v IHL)
Trestné minuty: 390, Darryl Bootland (2005/06)
Vychytaná vítězství: 34, Mike Fountain (2000/01, ještě v IHL) a Joey MacDonald (2004/05)
Průměr obdržených branek: 1.83, Martin Prusek (2001/02)
Procento úspěšnosti zákroků: .936, Joey MacDonald (2003/04)

### Celkové
Góly: 158, Michel Picard
Asistence: 222, Michel Picard
Body: 380, Michel Picard
Trestné minuty: 1164, Darryl Bootland
Čistá konta: 20, Joey MacDonald
Vychytaná vítězství: 123, Tom McCollum
Odehrané zápasy: 655, Travis Richards